# Tympanoctomys
Las ratas vizcachas (Tympanoctomys) son un género de roedores de la familia Octodontidae. Sus especies habitan estepas arbustivas halófitas áridas en el centro-oeste y centro-sur de la Argentina.
Su longitud ronda los 40 cm. Se alimenta de plantas halófilas, por lo que posee un riñón adaptado a una dieta con elevados niveles de cloruro de sodio.

## Distribución y hábitat
Sus especies son endémicas del centro-oeste y centro-sur de la Argentina.
Localidades donde fueron detectados ejemplares de este género:
Provincia de Córdoba
- (T. cordubensis exhumado como fósil)

Provincia de Buenos Aires
- Acantilados costeros de Mar del Plata (T. cordubensis exhumado como fósil)

Provincia de La Pampa
- Parque nacional Lihué Calel (T. barrerae)
- Casa de Piedra (T. barrerae).[3]

Provincia de Mendoza
- Malargüe (T. barrerae)
- Trintrica (T. barrerae)
- Reserva de biosfera de Ñacuñán (T. barrerae)
- Las Catitas (T. barrerae)
- La Paz (T. barrerae - localidad tipo de la especie y del género)

Provincia del Neuquén
- Arroyito (T. barrerae)
- Añelo (T. barrerae)[4]
- Villa del Puente Picún Leufú  (T. barrerae)[5]

Provincia del Chubut
- Campamento Los Adobes (T. kirchnerorum)
- Perfil Los Altares (T. kirchnerorum exhumado como subfósil)
- Cueva de la Virgen (T. kirchnerorum exhumado como subfósil)
- Cueva Caolinera Dique Ameghino (T. kirchnerorum exhumado como subfósil)[6]

### Hábitat
Son animales nocturnos, de modo de vida fosorial, que presentan bajos números poblacionales y restricción de hábitat: áreas salobres arenosas en zonas áridas.
Fitogeográficamente es un género característico del distrito fitogeográfico del monte de llanuras y mesetas de la provincia fitogeográfica del monte, y del sector norte del distrito fitogeográfico patagónico central de la provincia fitogeográfica patagónica.
Biogeográficamente, este género se distribuye en las ecorregiones terrestres del monte de llanuras y mesetas y en la de la estepa patagónica.

## Taxonomía
Este género fue descrito originalmente en el año 1942 por el mastozoólogo José Yepes. La especie tipo es Tympanoctomys barrerae, la cual al ser descrita había sido situada en el género: Octomys.
Especies
Este género está integrado por 3 especies:
- Tympanoctomys barrerae (Lawrence, 1941)
- Tympanoctomys kirchnerorum Teta, Pardiñas, Sauthier & Gallardo, 2014.[12][13]
- † Tympanoctomys cordubensis (Ameghino, 1889).[14]

Genética
Genéticamente, este género es tetraploide, es decir, posee cuatro juegos de cromosomas, característica anormal entre los mamíferos que generalmente son diploides. Se hipotetizó que, por fallas en la mitosis o en la meiosis, un ancestro duplicó su número cromosómico.
Etimología
El nombre de este género proviene de la unión de dos palabras del idioma griego: tympa, por el gran desarrollo de las bullas timpánicas del cráneo, y octomys en razón a sus molares en forma de "8".